# روبرت بالامان

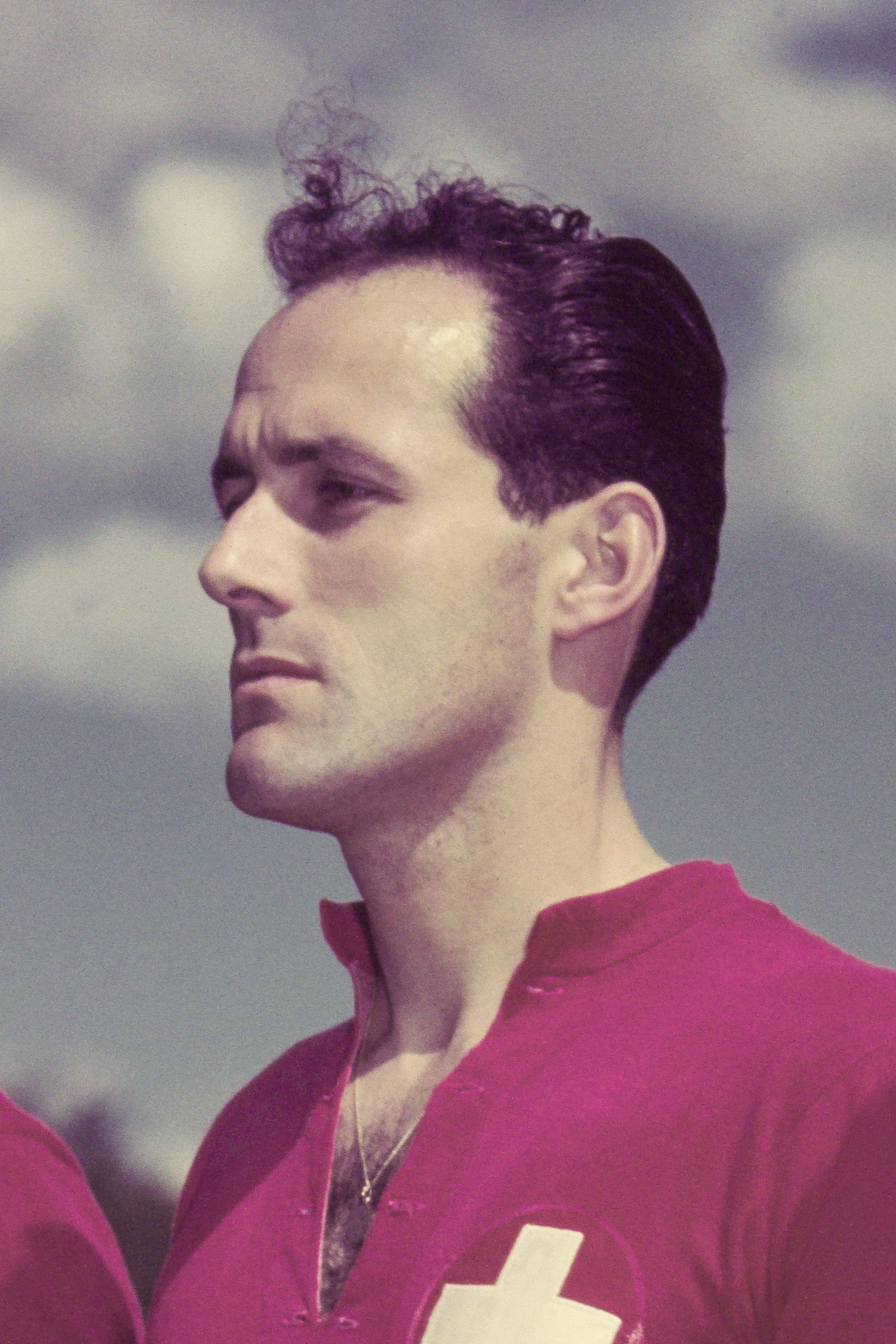
روبرت بالامان - ۱۹۵۴

روبرت بالامان (انگلیسی: Robert Ballaman؛ ۲۱ ژوئن ۱۹۲۶ – ۵ سپتامبر ۲۰۱۱) یک بازیکن فوتبال اهل سوئیس بود.
وی همچنین در تیم ملی فوتبال سوئیس بازی کرده است.